# Курінний Юрій Юрійович
Курінний Юрій Юрійович (нар. 23 жовтня 1964, м. Шахтарськ, Донецької області) — український державний службовець та політичний діяч. Депутат Київської міської ради.
У березні 2013 року призначений головою Голосіївської районної в м. Києві державної адміністрації. Пробув на посаді рік.

## Освіта
1993 року закінчив Державну академію легкої промисловості України, машини та апарати легкої промисловості, інженер-механік.
2007 року закінчив Київський національний університет внутрішніх справ, правознавство, юрист.

## Кар'єра
1994—2006 рр. — Державне комунальне підприємство «Київ-Люкс» — директор.
2006—2013 рр. — Заступник голови Голосіївської районної державної адміністрації.
30.05.2008 р. — 15.07.2010 р. — Депутат Київської міської ради від партії «Блок Литвина».
28.03.2013 р. — 22.03.2014 р. — Голова Голосіївської районної в м. Києві державної адміністрації.

## Нагороди
- Нагороджений Подякою прем'єр-міністра України (2009 рік).